# Saint-Saturnin (Cher)
Saint-Saturnin – miejscowość i gmina we Francji, w Regionie Centralnym, w departamencie Cher.
Według danych na rok 1990 gminę zamieszkiwały 513 osoby, a gęstość zaludnienia wynosiła 13 osób/km² (wśród 1842 gmin Regionu Centralnego Saint-Saturnin plasuje się na 674. miejscu pod względem liczby ludności, natomiast pod względem powierzchni na miejscu 178.).